# 특파원 001
《특파원 001》은 MBC에서 1977년 6월 22일부터 1977년 10월 28일까지 방영한 어린이 연속극이다.

## 등장 인물
- 박종범
- 손창민
- 김형중
- 신민경
- 김지훈
- 이기동
- 마흥식
- 김윤경
- 이장현
- 김동현
- 명현숙
- 박규채
- 김영옥
- 박종관
- 임채무
- 박상조
- 박원숙
- 나문희